# Lars Traber
Lars Traber, né le 12 juin 2000 à Rorschach, est un footballeur international liechtensteinois qui évolue au poste de défenseur central au SC Brühl.

## Biographie
Né à Rorschach, en Suisse, Traber est d'origine liechtensteinoise par sa grand-mère.

### Carrière en club
Formé au FC Saint-Gall, Traber a ensuite commencé sa carrière professionnelle au FC Wil à partir de l'été 2019. Jouant neuf match en deuxième division suisse, au cours d'une saison où il est miné par les blessures, le jeune défenseur est finalement cédé gratuitement au SC Brühl en août 2020,.
S'étant imposé comme un élément central du club de troisième division suisse, Lars Traber — qui vient alors de commencer sa carrière en sélection liechtensteinoise — rejoint le FC Vaduz à l'été 2022. Arrivé tardivement dans le club liechtensteinois qui évolue en deuxième division suisse, il s'y impose néanmoins rapidement comme titulaire.
Traber est ainsi titulaire lors de la qualification historique du petit club liechtensteinois en Ligue Europa Conférence, où ils créent l'exploit pour l'emporter contre le FC Koper, le Konyaspor et le Rapid Vienne, club le plus titré du championnat autrichien,. Traber est notamment un des deux seuls liechtensteinois titulaires lors du dernier match, la victoire surprise 0-1 à Vienne, au coté du capitaine de la sélection Nicolas Hasler.
Le 23 mai 2025, il prend sa retraite sportive à l'âge de 24 ans.

### Carrière en sélection
International suisse en équipes de jeunes, jouant avec les moins de 19 ans, Traber reçoit ensuite son passeport liechtensteinois début mars 2022, afin de connaitre son premier appel en sélection senior du Liechtenstein peu après. Il fait ses débuts internationaux  le 25 mars suivant, lors d'un match amical contre le Cap-Vert,.